# Горшково (Великоустюгский район)
Горшково — деревня в Великоустюгском районе Вологодской области.
Входит в состав Марденгского сельского поселения, с точки зрения административно-территориального деления — в Марденгский сельсовет.
Расстояние по автодороге до районного центра Великого Устюга — 20,5 км, до центра муниципального образования Благовещенья — 5 км. Ближайшие населённые пункты — Торжино, Полутино, Большое Ямкино.
По данным переписи в 2002 году постоянного населения не было.